# Raili Pietilä

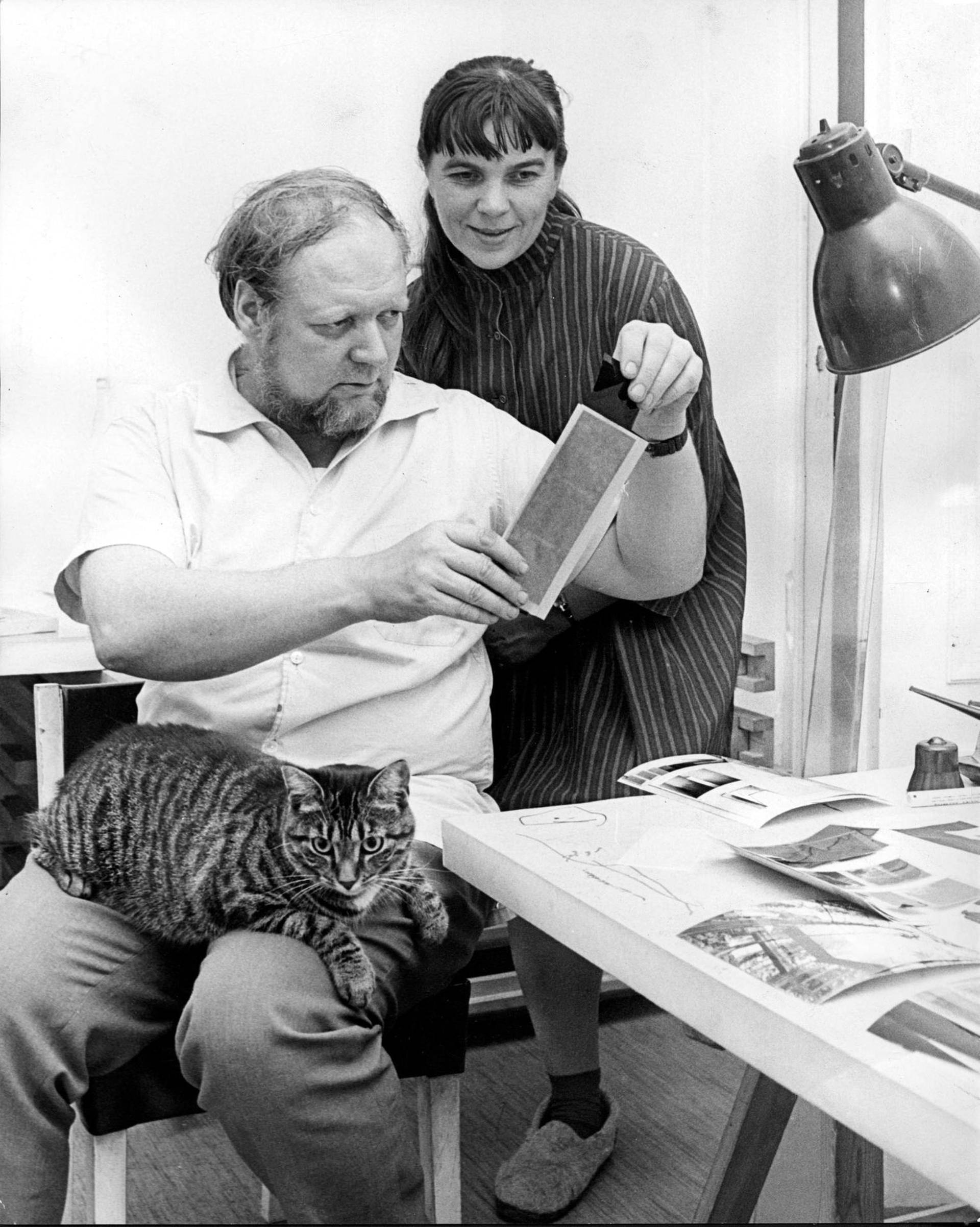
Raili Pietilä med maken Reima Pietilä år 1966.

Raili Inkeri Marjatta Pietilä, född Paatelainen 15 augusti 1926 i Pieksämäki, död 16 maj 2021 i Helsingfors, var en finländsk arkitekt. Hon har gjort merparten av sina arbeten tillsammans med Reima Pietilä som hon var gift med från 1963 till dennes död 1993.
Raili Pietilä tog arkitektexamen vid Tekniska högskolan, Helsingfors 1956. Hon arbetade på Olli Kivinens arkitektkontor 1949–1951 och på Olaf Küttners arkitektkontor 1959–1960, då hon och maken Reima bildade arkitektfirman Reima Pietilä och Raili Paatelainen (namnändrat till Reima och Raili Pietilä Arkitekter 1975).
År 2008 hölls en retrospektiv utställning om Reima och Raili Pietilä på Finlands arkitekturmuseum i Helsingfors.
Raili Pietilä är mor till arkitekten Annukka Pietilä (född 1963).

## Byggnader i urval
- Kafé Brander i Tammerfors, 1963
- Dipoli, Otnäs, 1961–1966
- Solhöjden, bostadsområde i Hagalund i Esbo, 1962–1982
- Finlands ambassad i New Delhi i Indien, 1963–1985
- Kalevakyrkan, Tammerfors, 1964–1966
- Reidar Särestöniemis ateljé samt konstgalleri, Kittilä, 1970-talet
- Bastun till Hvitträsk i Kyrknäs, 1973–1975
- Byggnader i området Palace Sief i Kuwait City, 1973–1982
- Hervanta kyrka, Tammerfors, 1979
- Hervanta centrum, Tammerfors, 1979
- Lieksa kyrka, 1979–1982
- Tammerfors stadsbibliotek, 1983–1986
- Daghemmet Trollkarlens hatt i Björneborg, 1984
- Äldreboendet Himlen i Björneborg, 1986–1990
- Talludden, presidentbostad i Helsingfors, 1989–1993

### Bildgalleri

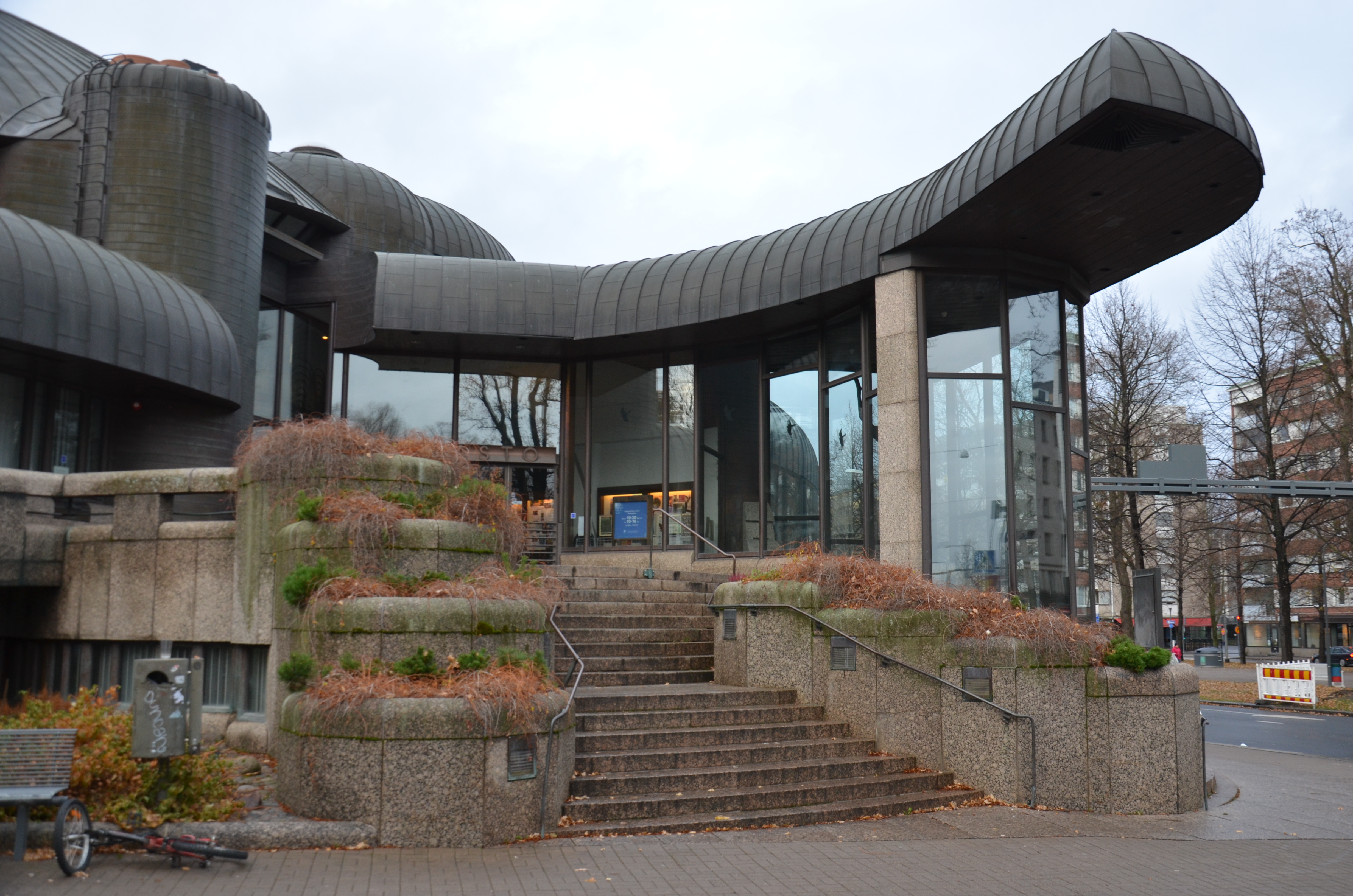
Tammerfors stadsbibliotek
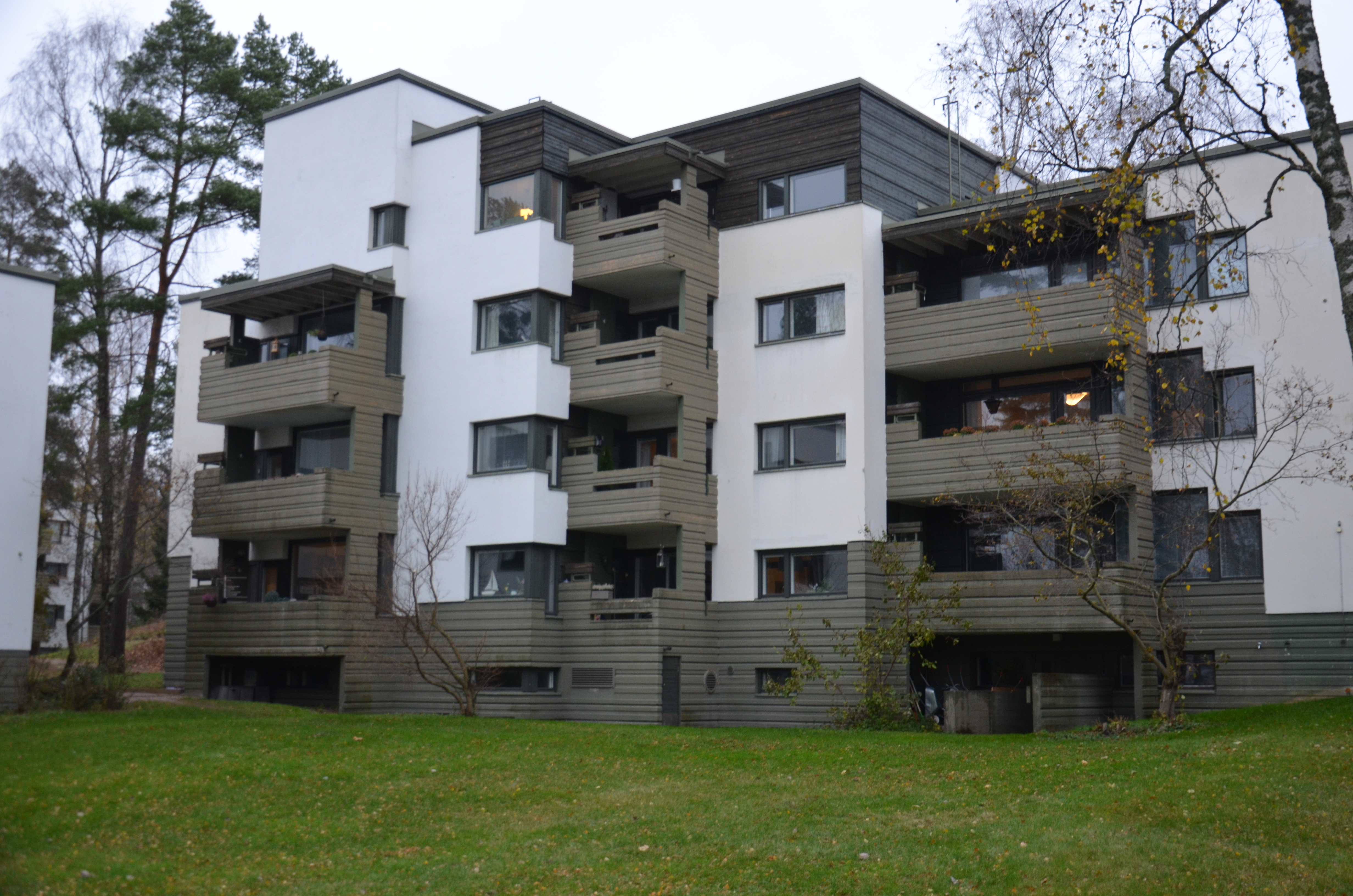
Solhöjden i Esbo
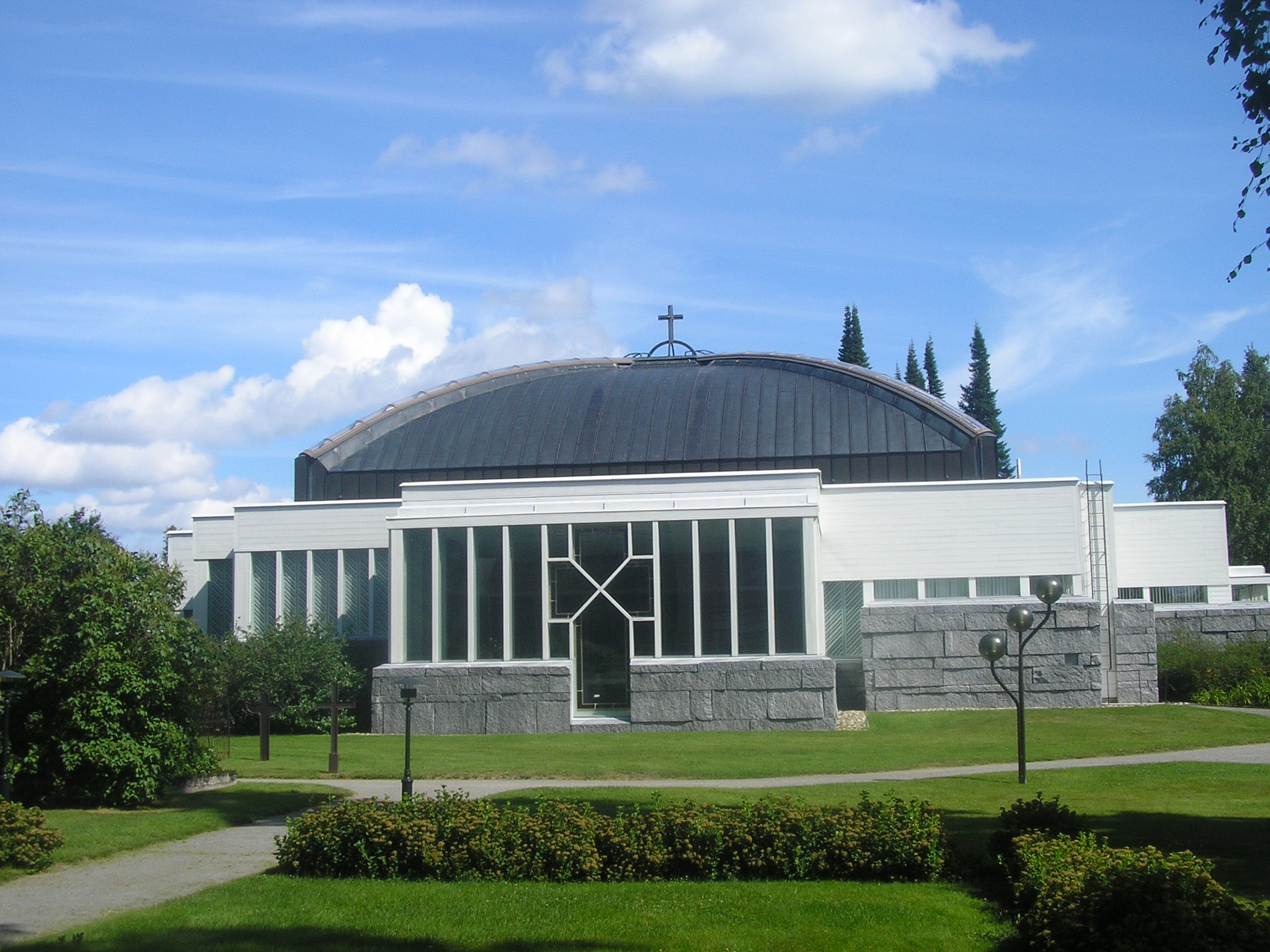
Lieksa kyrka
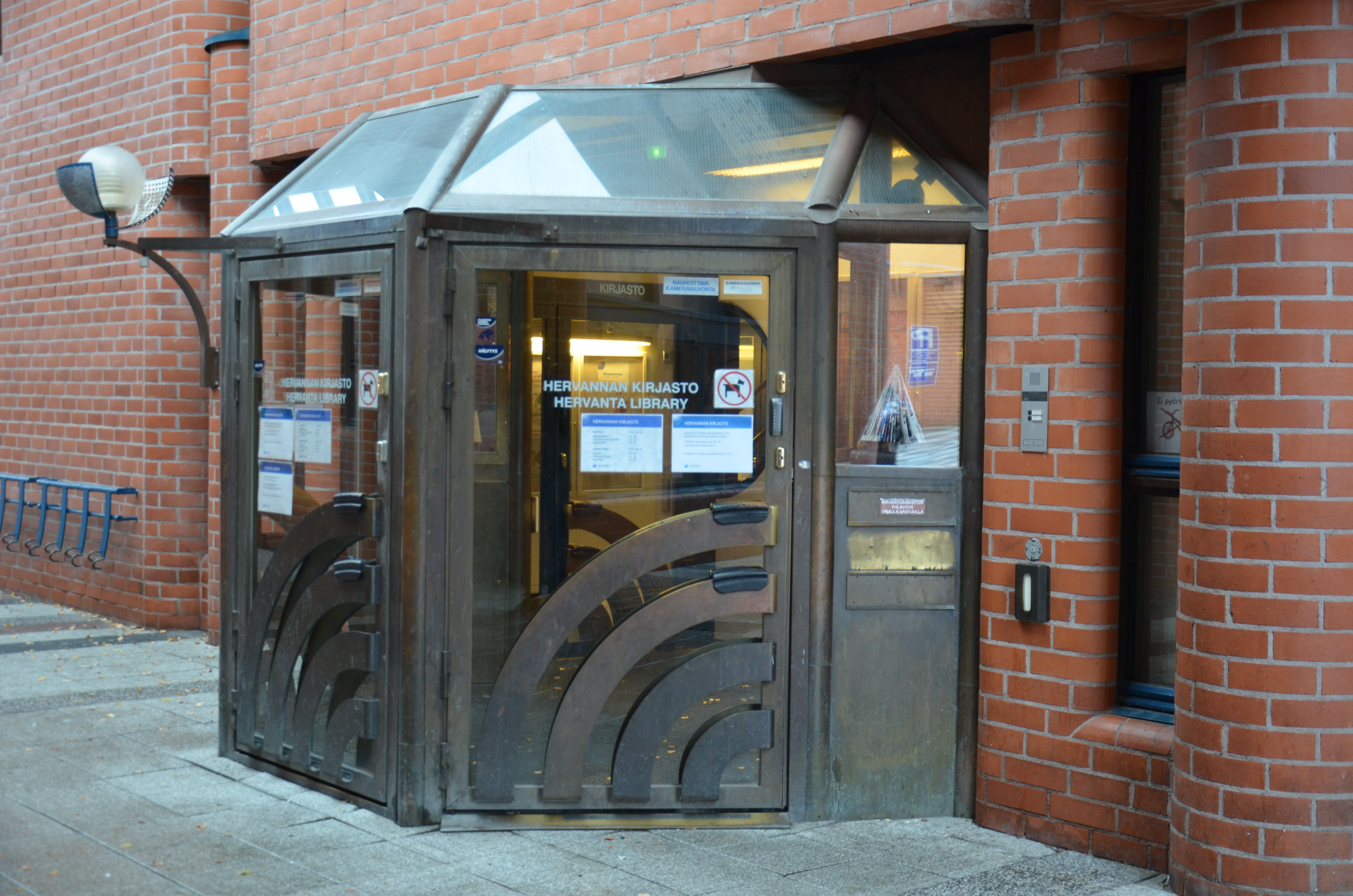
Ingången till biblioteket i Hervanta centrum
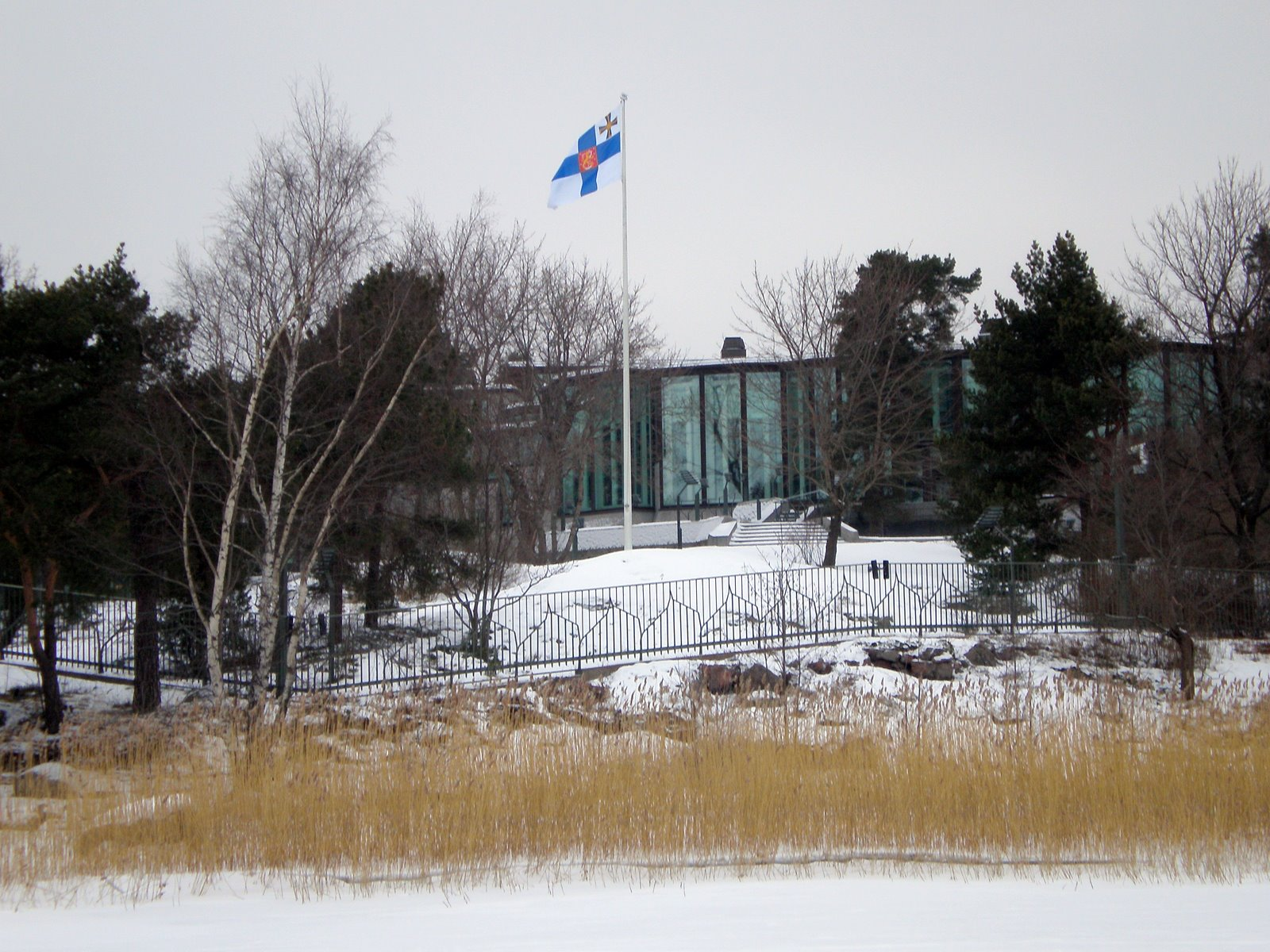
Talludden i Helsingfors
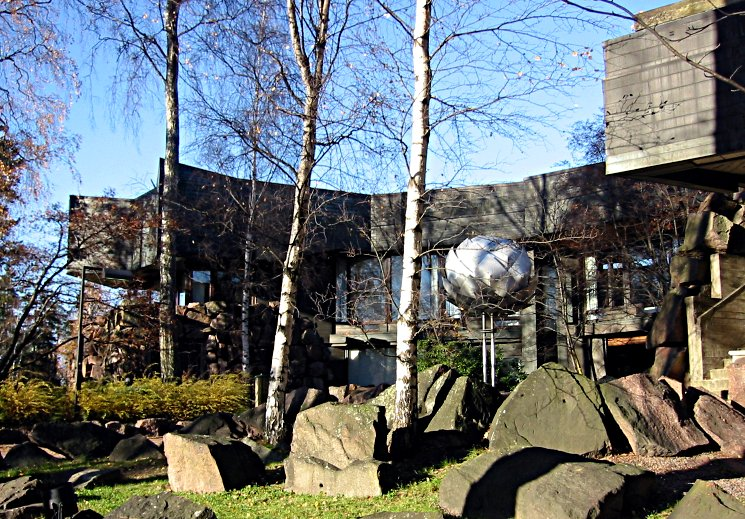
Dipoli i Otnäs
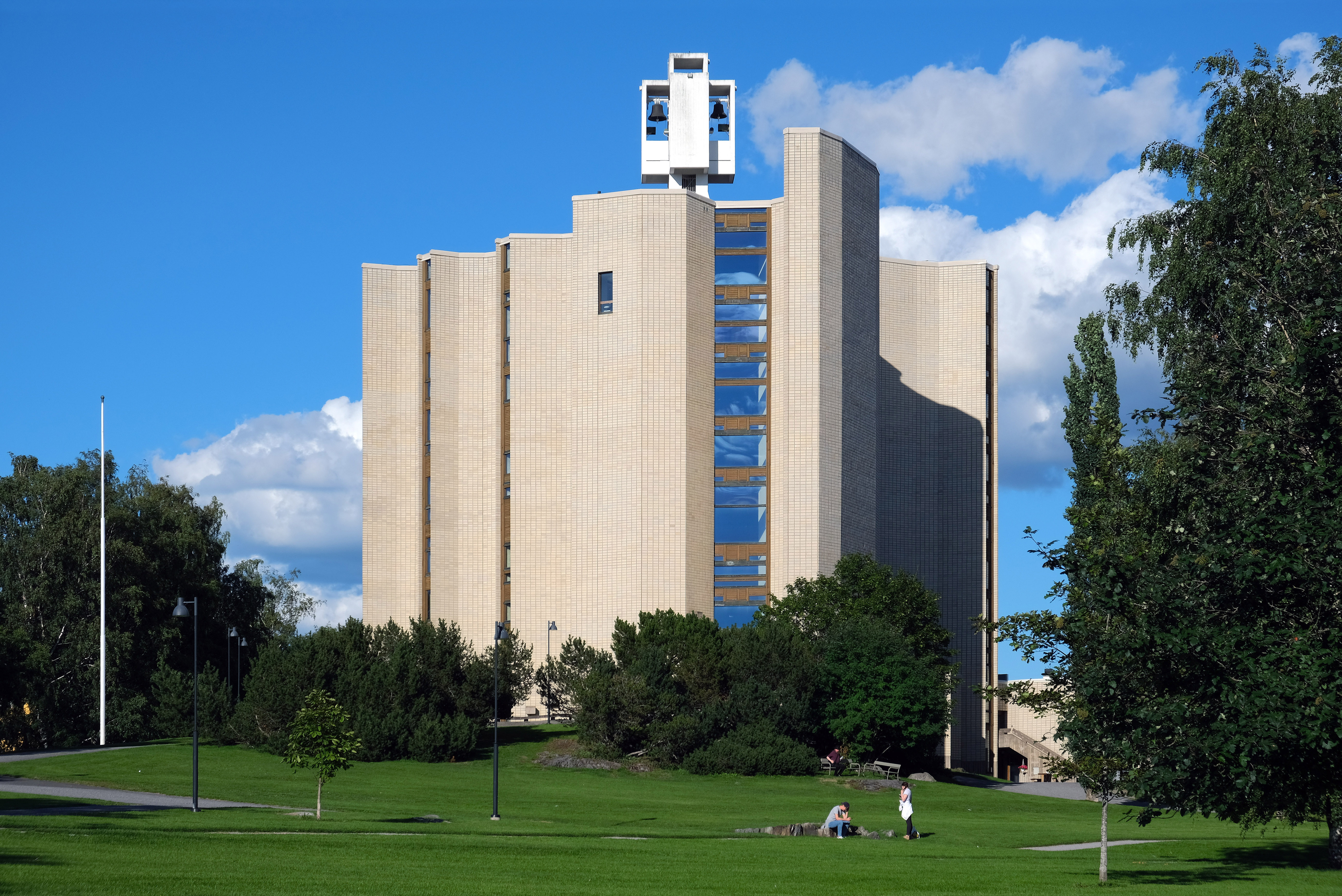
Kalevakyrkan i Tammerfors
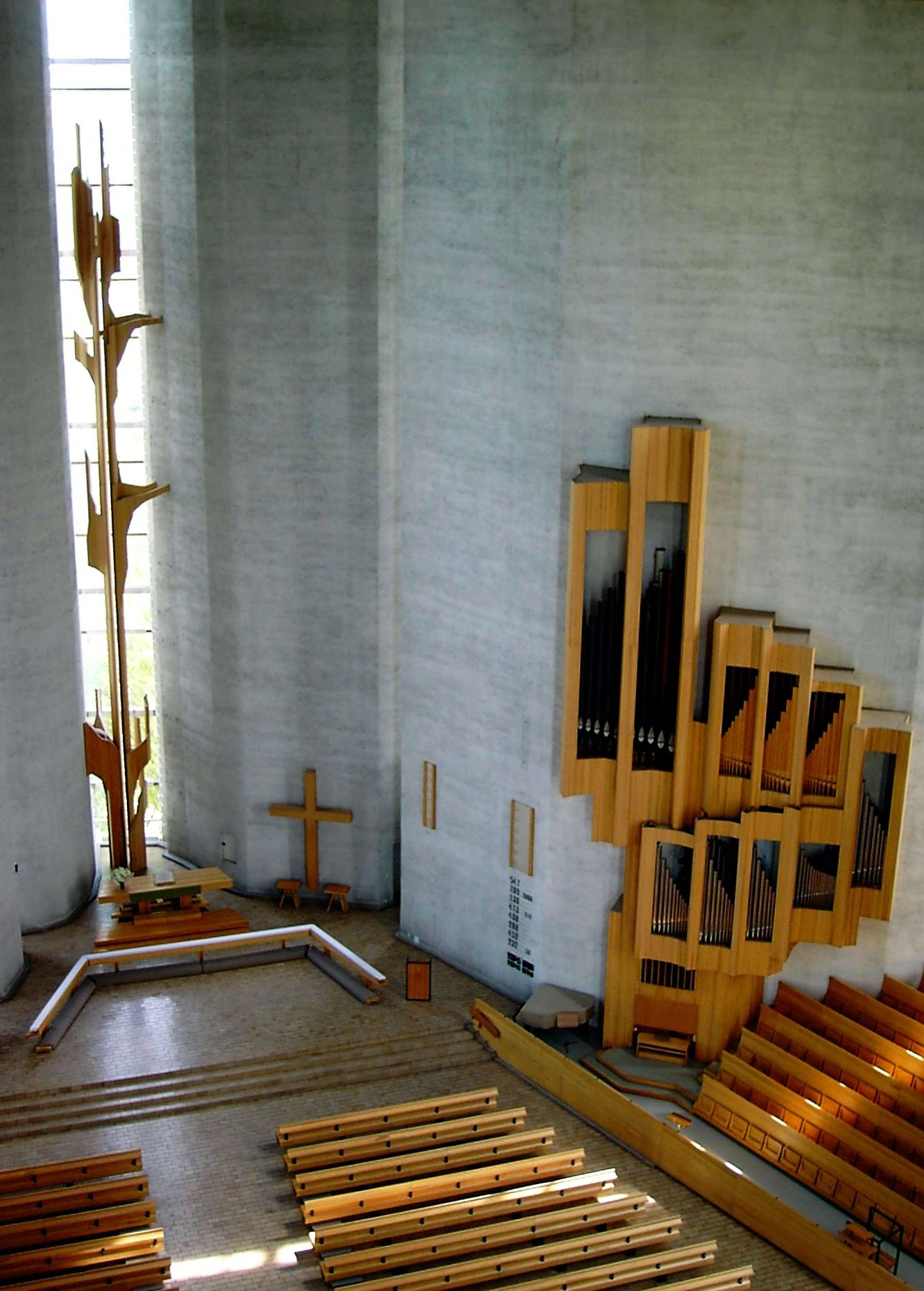
Interiör från Kalevakyrkan i Tammerfors

## Utmärkelser
- Riddartecknet av I klass av Finlands Vita Ros’ orden[3]

[Redigera Wikidata]